# روي وليامز (لاعب كرة قدم أسترالية)
روي وليامز (بالإنجليزية: Roy Williams)‏ هو لاعب كرة قدم أسترالية أسترالي، ولد في 3 مارس 1929.

## وصلات خارجية
- روي وليامز على موقع AustralianFootball.com (الإنجليزية)
- روي وليامز على موقع AFLtables.com (الإنجليزية)